# Чернске
Че́рнске или Чернск (нем. Tschernske; в.-луж. Černskо файле) — сельский населённый пункт коммуны Креба-Нойдорф, район Гёрлиц, федеральная земля Саксония, Германия.

## География
Находится примерно в одном километре севернее деревни Креба (Хребя). На западе от деревни расположен биосферный заповедник «Пустоши и озёра Верхней Лужицы». На западе от деревни проходит автомобильная дорога S153.
Соседние населённые пункты: на северо-востоке — деревня Нойлибель (Новы-Любольн) коммуны Ричен, на востоке — деревня Козель (Козло, в городских границах Ниски), на юго-западе — деревня Креба, на западе — деревня Дюррбах (Дырбах) коммуны Боксберг и на северо-западе — деревня Райхвальде (Рыхвалд) коммуны Боксберг.

## История
Впервые упоминается в 1423 году под наименованием «Czirniski». В 1936 году во время германизации наименований Третьего рейха деревня была переименована в Хиршвальде. Прежнее наименование было возвращено в 1947 году. До 1 апреля 1938 года была самостоятельной сельской общиной. В 1938 году была присоединена к коммуне Креба (с 1973 года — Креба-Нойдорф).
В настоящее время входит в состав культурно-территориальной автономии «Лужицкая поселенческая область», на территории которой действуют законодательные акты земель Саксонии и Бранденбурга, содействующие сохранению лужицких языков и культуры лужичан.
Исторические немецкие наименования:
- Czirniski, 1423
- Tschyrrnosc, 1490
- Czerniessky, 1527
- Tczschernicko, 1607
- Tschernsko, 1632
- Tzschernsko, 1759
- Zernßke, Zschernicke, 1791
- Hirschwalde, 1936—1947

## Население
Официальным языком в населённом пункте, помимо немецкого, является также верхнелужицкий язык.
Согласно статистическому сочинению «Dodawki k statisticy a etnografiji łužickich Serbow» Арношта Муки в 1884 году в деревне проживало 215 жителей (из них — 207 лужичан (95 %).
Лужицкий демограф Арношт Черник в своём сочинении «Die Entwicklung der sorbischen Bevölkerung» указывает, что в 1956 году при общей численности в 971 жителей (вместе с деревней Креба) серболужицкое население деревни составляло 35,3 % (из них 210 взрослых владели активно верхнелужицким языком, 77 взрослых — пассивно; 56 несовершеннолетних свободно владели языком).
| 1825 | 1871 | 1885 | 1905 | 1925 | 2011 |
| ---- | ---- | ---- | ---- | ---- | ---- |
| 181  | 229  | 222  | 212  | 208  | 111  |